# Pitti Polak
Pitti Polak est un groupe belge de pop, actif dans les années 1990. Signé chez EMI, le groupe rencontre le succès avec son premier album en Silly Coincidence, sorti en 1992.

## Histoire
Le groupe est centré autour de la personnalité de Petra « Pitti » Polak, professeure en musique,. Pendant les années 1990, Petra mettra deux enfants au monde avec son époux et bassiste Paul Mertens.
Pitti Polak sort les singles Happy Doing Nothing et Poor, Stupid and Ugly (no 17 des charts belges pendant 11 semaines) en 1990. Deux ans plus tard, le premier album du groupe, intitulé Silly Coincidence, sort en 1992 et devient un grand succès. L'album est produit par Jo Bogaert (Technotronic) et Werner Pensaert (The Scabs), et la pochette est réalisée par le dessinateur Jan Bosschaert. Quelques années plus tard, le groupe sort l'album Spirit, qui, lui, n'attire pas beaucoup d'attention. Petra annonce ensuite son intention d'arrêter de chanter, décision sur laquelle elle reviendra.
Pitti Polak sort son troisième album, Pictures Lie, en 1998 tandis que Petra était enceinte de son deuxième enfant. L'album est produit par Mike Butcher (plus connu en Belgique pour son travail avec Arno) et Marty Townsend (qui a déjà travaillé avec Blue Blot). Hormis le single A Little Error, l'album souffrira d'un manque de promotion.

## Discographie
- 1992 : Silly Coincidence
- 1994 : Spirit
- 1998 : Pictures Lie